# Nubya Garcia

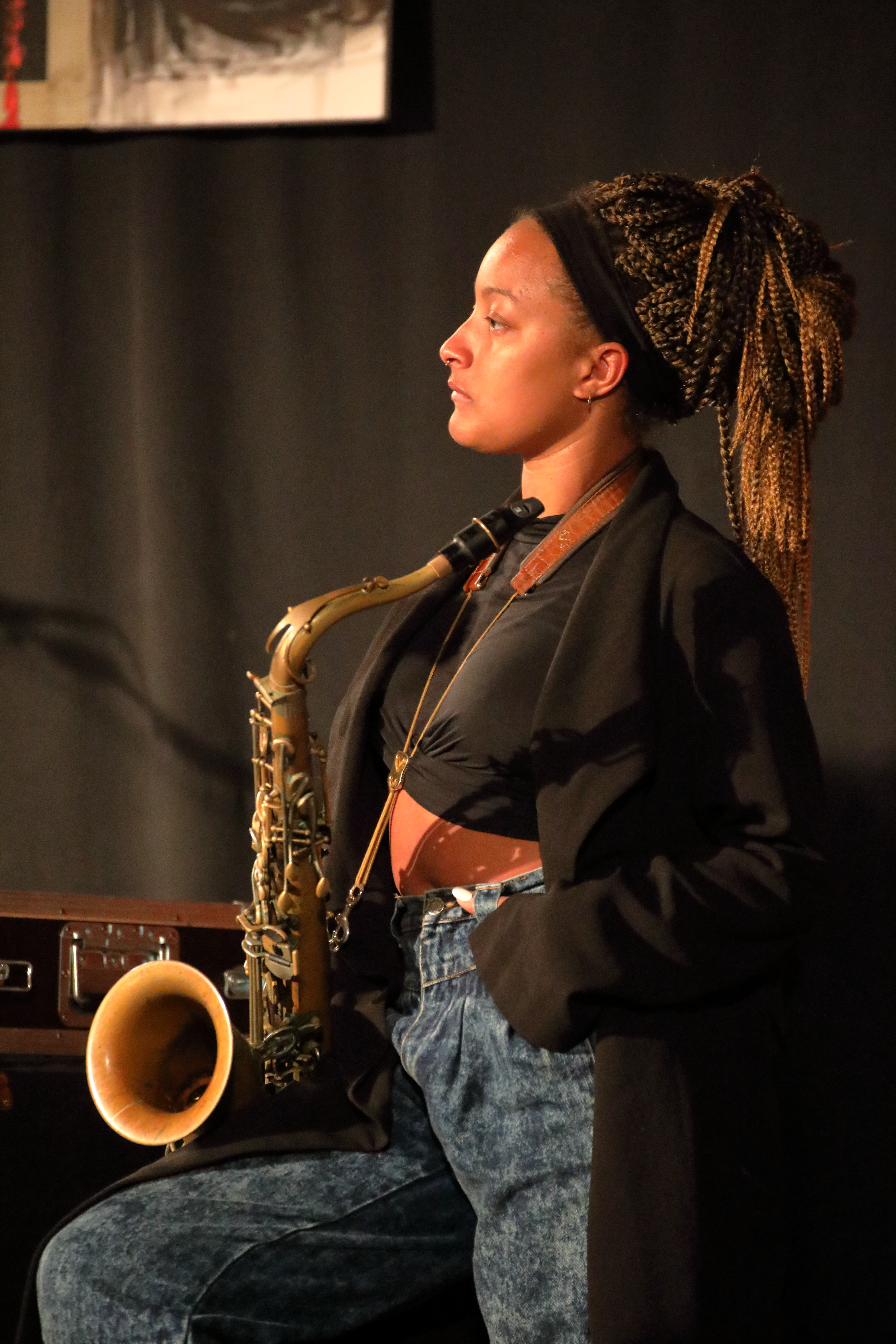
Nubya Garcia auf dem INNtöne Jazzfestival 2019

Nubya Garcia (* 1991 in London) ist eine britische Jazzmusikerin (Tenorsaxophon, Flöte, Komposition) mit karibischen Wurzeln.

## Leben und Wirken
Garcia erhielt wie ihre älteren Geschwister eine solide musikalische Ausbildung. Sie lernte zunächst Geige und spielte später auch Bratsche im London Schools Symphony Orchestra. Daneben begann sie mit 10 Jahren Saxophon zu spielen und spielte bald in der Camden Jazz Band, bevor sie ins Junior-Jazzprogramm an der Royal Academy of Music aufgenommen wurde. Weiterhin besuchte sie die Workshops der Tomorrow’s Warriors unter der Leitung von Gary Crosby. Noch als Schülerin erhielt sie ein Stipendium, das ihr die Teilnahme am fünfwöchigen Sommerprogramm des Berklee College of Music in Boston ermöglichte. Zurück in London absolvierte sie am Trinity Laban Conservatoire of Music and Dance den Bachelorstudiengang für Jazzinstrumentalisten mit Auszeichnung.
Garcia gründete eigene Bands und spielte regelmäßig auf vielen Musikfestivals in Großbritannien und im Ausland, darunter dem London Jazz Festival und dem Singapore Jazz Festival. 2017 legte sie ihr Debütalbum  Nubya’s 5ive vor; ihre Nubya Garcia Band eröffnete im selben Jahr Gilles Petersons Worldwide Festival in Sète; im Folgejahr spielte sie beim NYC Winter Jazz Festival und beim Jazzfest Berlin.
Auf ihrer 2018 erschienenen EP When We Are untersuchte Garcia, wie Elektronik in einer Live-Jazzumgebung eingesetzt werden kann; die EP entstand als Ergebnis des an sie verliehenen Steve Reid Innovation Award. Weiterhin arbeitete sie im Sextett Nérija (für dessen gleichnamige EP und das Album Blume sie auch komponierte) und ist mit dem Jazz Re:freshed Outernational international auf Tour gewesen. Beiträge von ihr finden sich auf fünf Tracks von Brownswoods We Out Here, einem Sampler aus der Londoner Jazzszene. 2020 legte sie das Album Source vor, das vom NDR als „Jazz-Album der Woche“ vorgestellt wurde; Garcias Album Source wurde 2021 in der Kategorie Jazzalbum des Jahres für die Parliamentary Jazz Awards nominiert. Sie selbst wurde als „Jazzmusiker des Jahres“ bei den Parliamentary Jazz Awards 2021 ausgezeichnet.
Zudem ist Garcia auf Alben von Makaya McCraven (Universal Beings), Theon Cross, Moses Boyds Exodus, der Toshio Matsuura Group, der Sons of Kemet, Nala Sinephro, auf Daniel Casimirs Debütalbum Boxed In (2021), auf  Tom Skinners Debütalbum Voices of Bishara (2022) und mit Edward Wakili-Hicks Nok Cultural Ensemble (Njhyi, 2022) zu hören. Auch wirkte sie 2020 an dem aus zwölf Musikern bestehenden Projekt London Brew mit; 2023 erschien das gleichnamige Doppelalbum. Es ist eine Hommage an das Album Bitches Brew von Miles Davis, die anlässlich des fünfzigsten Jahrestags seiner Veröffentlichung entstand.

## Diskografie

### Alben
- 2017: Nubya 5ive
- 2020: Source
- 2021: Source # We Move (Remix-Album von Source)[6]
- 2024: Odyssey

### EPs
- 2018: When We Are

### Singles
- 2020: Pace
- 2020: Source